# Swift FN09
La Swift FN09, chiamata anche Swift n.17, è una vettura sportiva monoposto a ruote scoperte creata nel 2009.

## Storia
La vettura, fabbricata dal costruttore statunitense Swift Engineering, è la sola monoposto ammessa nel campionato della Formula Nippon dal 2009 al 2013, stagione in cui il campionato assume la denominazione di Super Formula.
Rimpiazza la precedente Lola FN06, che era stata utilizzata tra il 2006 e il 2008. È stata sostituita dalla Dallara FN14.

## Specifiche tecniche

### Telaio
La vettura è una monoscocca di carbonio composito con il motore montato nella parte posteriore della monoposto. La caratteristica aerodinamica più originale è l'alettone anteriore a doppia ala. Anche la forma delle bandelle laterali che collegano l'alettone alla vettura mostrano un disegno innovativo.
Un'altra caratteristica particolare della monoposto è la struttura chiamata side pods, posta sui lati della scocca. Queste ampie pance inglobano il radiatore e servono anche in funzione aerodinamica. Questa maggior massa serve anche a incanalare meglio il flusso d'aria nelle pance, aumentando così la tenuta al suolo.
La vettura sfrutta l'effetto suolo, vietato in Formula 1. La base inferiore della vettura ha infatti una forma a ala rovesciata; ciò crea un rapido flusso di aria tra il bordo inferiore e il terreno mentre la vettura è in movimento, creando in tal modo una forza verticale rivolta verso il basso fra la macchina e la superficie della pista.

### Motore
Vengono ammessi come motori propulsori da 3.400 cm³ V8, forniti da Toyota (modello RV8K, lo stesso impiegato nel campionato Super GT) e Honda (prima il modello HR09 E poi l'HR10E).
Sviluppano entrambi una potenza di 620 cv, con un peso di 120 kg. Il regime del motore è limitato a 12.000 giri/minuto, ciò al fine di limitare l'usura del motore stesso.

### Overboost
Al fine di incrementare la possibilità di effettuare sorpassi è stato introdotto un pulsante sul volante che permette al guidatore di eliminare il limitatore di giri per una durata di venti secondi, durante i quali il motore può girare fino ad un limite di 10.700 giri/minuto.